# Atletica leggera ai Giochi della XV Olimpiade - Salto triplo

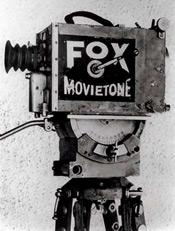
Video (Il salto record di Ferreira Da Silva a colori)

La competizione del salto triplo di atletica leggera ai Giochi della XV Olimpiade si è disputata il giorno 23 luglio 1952 allo Stadio olimpico di Helsinki.

## L'eccellenza mondiale
| Campione olimpico 1948 | 15,40      | Arne Åhman       | Presente |
| Campione europeo 1950  | 15,39      | Leonid Ščerbakov | Presente |
| Primatista europeo     | 15,70 1950 | Leonid Ščerbakov | Presente |
| Primatista mondiale    | 16,01 1951 | Adhemar da Silva | Presente |

## Risultati

### Turno eliminatorio
Qualificazione: 14,55 m
Quindici atleti ottengono la misura richiesta.

La miglior prestazione appartiene a Adhemar da Silva (Bra) con 15,32 m.
Gruppo A
| Pos. | Atleta            | Nazione       | Misura | Salti | Salti | Salti |
| Pos. | Atleta            | Nazione       | Misura | 1°    | 2°    | 3°    |
| ---- | ----------------- | ------------- | ------ | ----- | ----- | ----- |
| 1    | Adhemar da Silva  | Brasile       | 15,32  | 15,32 | -     | -     |
| 2    | Asnoldo Devonish  | Venezuela     | 15,24  | 14,22 | 15,24 | -     |
| 3    | James Gerhardt    | Stati Uniti   | 14,98  | 14,98 | -     | -     |
| 4    | Reino Hiltunen    | Finlandia     | 14,82  | N     | 14,82 | -     |
| 5    | Yoshio Iimuro     | Giappone      | 14,81  | 14,81 | -     | -     |
| 6    | Preben Larsen     | Danimarca     | 14,62  | 14,62 | -     | -     |
| 7    | Walter Ashbaugh   | Stati Uniti   | 14,59  | 14,59 | -     | -     |
| 8    | Jacques Boulanger | Francia       | 14,49  | N     | 14,37 | 14,49 |
| 9    | Choi Yeong-Gi     | Corea del Sud | 14,44  | 12,11 | 14,28 | 14,44 |
| 10   | Malik M'Baye      | Francia       | 14,39  | 14,34 | 13,86 | 14,39 |
| 11   | Keizo Hasegawa    | Giappone      | 14,39  | N     | 14,39 | 14,18 |
| 12   | William Laing     | Costa d'Oro   | 14,09  | 13,89 | 14,09 | 13,95 |
| 13   | Eugénio Lopes     | Portogallo    | 14,05  | 13,67 | 14,05 | 13,55 |
| 14   | Stanisław Kowal   | Polonia       | 14,03  | 14,03 | N     | N     |
| 15   | Willi Burgard     | Saar          | 13,86  | 13,47 | N     | 13,86 |
| 16   | Nikola Dagorov    | Bulgaria      | 13,82  | 13,39 | 12,16 | 13,82 |
| 17   | Akın Altıok       | Turchia       | 13,62  | 13,14 | 12,98 | 13,62 |
| 18   | Walter Herssens   | Belgio        | 13,52  | 13,52 | 13,03 | 13,11 |
| 19   | Fawzi Chaaban     | Egitto        | 13,45  | 12,85 | N     | 13,45 |
| 20   | Francisco Castro  | Porto Rico    | 13,37  | 13,35 | 13,27 | 13,37 |

Gruppo B
| Pos. | Atleta                | Nazione          | Misura | Salti | Salti | Salti |
| Pos. | Atleta                | Nazione          | Misura | 1°    | 2°    | 3°    |
| ---- | --------------------- | ---------------- | ------ | ----- | ----- | ----- |
| 1    | Leonid Ščerbakov      | Unione Sovietica | 15,05  | 15,05 | -     | -     |
| 2    | Arne Åhman            | Svezia           | 14,72  | 13,23 | 14,72 | -     |
| 3    | Zygfryd Weinberg      | Polonia          | 14,65  | 14,36 | 14,65 | -     |
| 4    | Rune Nilsen           | Norvegia         | 14,65  | 14,65 | -     | -     |
| 5    | Geraldo de Oliveira   | Brasile          | 14,64  | 14,64 | -     | -     |
| 6    | Tadashi Yamamoto      | Giappone         | 14,60  | 13,90 | 14,20 | 14,60 |
| 7    | Rui Antonio Ramos     | Portogallo       | 14,59  | 13,91 | 14,59 |       |
| 8    | Roger Norman          | Svezia           | 14,59  | 14,59 | -     | -     |
| 9    | José da Conceição     | Brasile          | 14,46  | 14,25 | N     | 14,46 |
| 10   | George Donald Shaw    | Stati Uniti      | 14,39  | 13,64 | 14,39 | N     |
| 11   | Pentti Uusihauta      | Finlandia        | 14,38  | N     | N     | 14,38 |
| 12   | Valdemar Rautio       | Finlandia        | 14,14  | 14,14 | N     | N     |
| 13   | Radomir Radovanović   | Jugoslavia       | 14,13  | 13,42 | N     | 14,13 |
| 14   | Vasilios Sakellarakis | Grecia           | 14,05  | 14,05 | 13,73 | 13,68 |
| 15   | Felix Würth           | Austria          | 13,65  | 13,65 | N     | 13,53 |

### Finale
Al primo turno il primatista mondiale (16,01) Ferreira da Silva esordisce con un salto a 15,95. Gli avversari rimangono pietrificati, tanto che nessuno fa meglio di 15,07.

Al secondo turno il pubblico festeggia il record del mondo del brasiliano, che atterra a 16,12.

Il venezuelano Devonish guida la classifica dei secondi con 15,52. Dopo un terzo turno interlocutorio, il sovietico Leonid Ščerbakov fa un salto a 15,98 che gli vale il record europeo e la seconda posizione. Al turno successivo fa un buon 15,84.

Devonish si ritira per infortunio, invece il capolista da Silva mostra le sue eccezionali doti agonistiche eseguendo altri salti oltre i 16 metri: 16,09 al quarto turno e poi 16,22 al quinto (nuovo record del mondo) e 16,05 al sesto. Il pubblico è in visibilio.
Nella finale Ferreira da Silva ha battuto il suo precedente record mondiale di 16,01 ben quattro volte.

A fine gara triplista brasiliano, acclamato dal pubblico, compie il giro d'onore, un raro evento (all'epoca).

Adhemar Ferreira da Silva è il primo brasiliano a vincere un oro olimpico nell'atletica leggera.
| Pos.    | Atleta              | Età | Nazione          | Misura | Salti | Salti | Salti | Salti | Salti | Salti |
| Pos.    | Atleta              | Età | Nazione          | Misura | 1°    | 2°    | 3°    | 4°    | 5°    | 6°    |
| ------- | ------------------- | --- | ---------------- | ------ | ----- | ----- | ----- | ----- | ----- | ----- |
| Oro     | Adhemar da Silva    | 24  | Brasile          | 16,22  | 15,95 | 16,12 | 15,54 | 16,09 | 16,22 | 16,05 |
| Argento | Leonid Ščerbakov    | 20  | Unione Sovietica | 15,98  | 15,07 | 15,26 | 15,18 | 15,98 | 15,84 | N     |
| Bronzo  | Asnoldo Devonish    | 25  | Venezuela        | 15,52  | 15,04 | 15,52 | -     | -     | -     | -     |
| 4       | Walter Ashbaugh     | 28  | Stati Uniti      | 15,39  | 15,05 | 15,39 | 14,56 | 14,50 | 15,38 | N     |
| 5       | Rune Nilsen         | 23  | Norvegia         | 15,13  | 15,13 | 14,21 | N     | 14,70 | N     | N     |
| 6       | Yoshio Iimuro       | 27  | Giappone         | 14,99  | 14,99 | N     | N     | N     | 14,66 | 13,70 |
| 7       | Geraldo de Oliveira | 32  | Brasile          | 14,95  | N     | 14,95 | 12,66 |       |       |       |
| 8       | Roger Norman        | 23  | Svezia           | 14,89  | 14,89 | N     | 14,39 |       |       |       |
| 9       | Reino Hiltunen      | 27  | Finlandia        | 14,85  | 14,85 | N     | 14,40 |       |       |       |
| 10      | Zygfryd Weinberg    | 22  | Polonia          | 14,76  | 14,76 | N     | N     |       |       |       |
| 11      | James Gerhardt      | 23  | Stati Uniti      | 14,69  | 14,69 | 14,28 | 14,06 |       |       |       |
| 12      | Rui Antonio Ramos   | 22  | Portogallo       | 14,69  | 14,69 | 13,82 | 12,15 |       |       |       |
| 13      | Preben Larsen       | 29  | Danimarca        | 14,62  | 14,62 | N     | 14,19 |       |       |       |
| 14      | Tadashi Yamamoto    | 28  | Giappone         | 14,57  | N     | N     | 14,57 |       |       |       |
| 15      | Arne Åhman          | 27  | Svezia           | 14,05  | N     | N     | 14,05 |       |       |       |